# Eike Batista
Eike Fuhrken Batista, né le 3 novembre 1956 à Governador Valadares (Minas Gerais), est un magnat brésilien, de père brésilien  et mère  allemande, possédant aussi la nationalité allemande, président du groupe EBX.
Multimilliardaire, Eike Batista est un temps l'homme le plus riche du Brésil. Il est condamné à plus de onze ans de prison, le 11 février 2021, pour corruption. Il n'est toutefois pas incarcéré et purge sa peine à son domicile.

## Biographie
Batista est un des sept enfants de l'homme d'affaires Eliezer Batista,, qui était ministre de Mines et Énergie de 1961 à 1964 et de 1979 à 1986 et ex-président de l'entreprise Vale do Rio Doce. Sa mère, Jutta Fuhrken, est née en Allemagne. Après avoir passé son enfance au Brésil, Batista et sa famille déménagent en Europe dû à la profession du père. Ils vivent à Genève, Düsseldorf et Bruxelles. 
En 1974, Eike Batista étudie l'ingénierie métallurgique à l'université d'Aix-la-Chapelle, en Allemagne. Il rentre au Brésil au début des années 1980 et concentre son attention sur le commerce d'or et de diamants. Il s'établit comme vendeur, en mettant en contact des producteurs de la région amazonienne et des acheteurs dans des grands centres métropolitains au Brésil et en Europe. À l´âge de 23 ans, il fonde une société de commerce d'or, Autram Aurem. Un an et demi plus tard, la société a gagné 6 millions de US$[réf. nécessaire].
Il met en exploitation la première mine d'or alluviale mécanisée en Amazonie, ce qui marque le début du groupe EBX. À l'âge de 29 ans il devient le PDG de TVX Gold, une société est cotée à la bourse canadienne. De 1980 à 2000, il gère la valeur de 20 milliards de US$ avec la gestion de huit mines aurifères au Brésil et au Canada et une mine argentifère au Chili.
Le groupe EBX de Eike Batista investit aussi dans les domaines de l'immobilier (REX), spectacles (IMX) technologie (SIX) et restauration  (NRX). À Rio, EBX développe des initiatives de sport, hôtellerie, gastronomie, santé et beauté.
Arrêté en janvier 2017 lors de l'opération Lava Jato, il est accusé et condamné pour corruption et blanchiment d’argent à 30 ans de prison, entre autres pour avoir versé des pots-de-vin d'une valeur d'une dizaine de millions de dollars à Sérgio Cabral, gouverneur de l'État de Rio de Janeiro. Incarcéré pendant quelque temps, il est assigné à résidence en attendant le jugement de son dossier par la cour d'appel. 
Il est aussi la cible d'autres enquêtes sur des délits d'initié dans le cadre de la faillite de nombreuses filiales de son groupe EBX.

## Investissements
- EBX : groupe qui produit du minerai de fer dans les États brésiliens Minas Gerais et Mato Grosso do Sul et a mis en service la première centrale de production d'énergie solaire de grande importance au Brésil. Le Groupe a réalisé en 2011 et 2012 au Brésil des investissements d'environ 15.5 milliards de US$, notamment le Superport Açu[11] de LLX à São João da Barra (dans l'État de Rio de Janeiro), le Superport Sudeste [12] de MMX à Itaguaí (RJ), et la centrale thermique de MPX à Itaqui (dans l'État brésilien Maranhão MA) et Pecém (dans l'État brésilien Ceará CE). Ces projets importants d'énergie et d'infrastructure sont exécutés parallèlement aux campagnes de forage de OGX dans les baies de Campos (RJ), Santos (dans l'État brésilien São Paulo SP) et Parnaíba (MA), qui ont mené à des découvertes de pétrole et gaz. Au moment 20 000 personnes sont en train de travailler dans la construction et l'opération des projets du Groupe. Le Groupe EBX a son siège principal à Rio de Janeiro et opère aussi dans des autres neuf États brésiliens. Il a des bureaux à New York (États-Unis d'Amérique), Colombie et Chili.

Depuis le début de 2000, Batista a surtout concentré ses efforts sur les domaines des ressources naturelles, énergie et infrastructure. 
- MMX : société d'exploitation minière du Groupe EBX, avec logistique intégrée et faibles coûts de production. La société a des projets dans les États brésiliens Minas Gerais et Mato Grosso do Sul, ainsi qu'au Chili.

- MPX[13] : société qui opère dans l'industrie de l'énergie au Brésil, Chili et Colombie [14]. La société a des activités complémentaires comme la production d’électricité, l'exploitation houlière et exploration et production de gaz naturel. MPX est responsable pour la première centrale de production d'énergie solaire d'importance commerciale du Brésil dans la ville de Tauá (CE).

- OGX[15] : société du Groupe EBX qui mène des activités dans l'exploitation et production de pétrole et gaz naturel. La société est responsable pour la plus grande campagne  d'exploitation du secteur privé en cours au Brésil, avec un taux de réussite des puits d'exploitation aux-dessus de 90 %[16]. Elle annonce, à l’été 2012, des objectifs de production de 5 000 barils par jour en moyenne chiffres très en dessous des 17 000 barils par jour attendus. Le titre chute et la OGX déclare renoncer à l’exploitation de certains gisements. En juillet 2013, les agences de notation placent la société à un niveau proche de celui du défaut de paiement[17].

- LLX : société de logistique du Groupe EBX, responsable pour la construction du Superport Açu [18], dans l'État de Rio de Janeiro, projeté d'être le plus grand complexe portuaire et industriel de l'Amérique latine.

- OSX : société qui opère dans l'industrie de la construction navale offshore et est en train de construire le plus grand chantier naval des Amériques, l' «  Embraer de la mer », dans le complexe industriel du Superport Açu (un projet de LLX). La société fournit aussi des services pour l'industrie des hydrocarbures extracôtiers dans trois différent segments : construction navale, affrètement des équipements d'exploitation et production (E&P) et opération et manutention (O&M).

## Fortune
En 2008 la fortune de Batista est estimée à 6,6 milliards de US$, ce qui le classe à la 142e place de la liste des hommes les plus riches du monde.
En 2009, il avance à la 61e position et est alors considéré comme l'homme le plus riche  du Brésil.
En 2010, le magazine Bloomberg Markets le classe comme la 58e personne la plus puissante au monde juste derrière la présidente Dilma Rousseff.
En 2011, Batista est considéré la huitième personne la plus riche du monde sur la liste du magazine Forbes et l'homme le plus riche de l'Amérique du Sud avec une fortune estimée à 30 milliards de US$.
En 2013, selon le classement du magazine Forbes, Eike Batista aurait perdu 19,4 milliards de US $ de sa fortune, rétrogradant à la 100e place. Cette chute est due à sa filiale pétrolière OGX, incapable de rembourser 45 milliards de dollars d'intérêts à ses créanciers,.

## Vie privée
En 1991, Batista épouse le mannequin Luma de Oliveira, dont il divorce en 2004. Ils ont deux garçons, Olin et Thor.
Dans les années 1990, il est champion du monde de course nautique dans la catégorie bateaux de performance type Offshore. En 2006, il a parcouru les 220 milles nautiques entre Santos et Rio de Janeiro en 3 heures 01 minute et 47 secondes avec son bateau Esprit du Brésil, battant ainsi le record de cette course.
Depuis 2006, il a fait des donations qui se montent approximativement à 253 millions de BRL. En 2011, ses donations se sont montées à 91 millions de BRL. Parmi les initiatives soutenues se trouvent « Lençóis Maranhenses, Marinho de Fernando de Noronha et parc national Pantanal Mato-grossense », le sponsoring de huit productions nationales de films brésiliens et des donations en espèces pour achever la construction de l'hôpital pour enfants « Pro Children » à Rio de Janeiro.
Batista parle couramment cinq langues : portugais, allemand, anglais, français et espagnol.